# Topper Takes a Trip
Topper Takes a Trip is een Amerikaanse filmkomedie uit 1938 onder regie van Norman Z. McLeod. Destijds werd de film in Nederland uitgebracht onder de titel Topper op stap.

## Verhaal
De overleden Marion Kerby is een vrolijke geest. Als goede daad schept ze orde in het huwelijksleven van de gefrustreerde bankdirecteur Cosmo Topper.

## Rolverdeling
- Constance Bennett: Marion Kerby
- Roland Young: Mijnheer Topper
- Billie Burke: Mevrouw Topper
- Alan Mowbray: Wilkins
- Verree Teasdale: Mevrouw Parkhurst
- Franklin Pangborn: Hotelhouder
- Alexander D'Arcy: Baron
- Paul Hurst: Barman
- Armand Kaliz: Receptionist
- Eddie Conrad: Cipier
- Spencer Charters: Rechter
- Irving Pichel: Openbaar aanklager
- Leon Belasco: Piccolo
- Georges Renavent: Magistraat